# Káva (Maďarsko)
Káva je maďarská obec v župě Pest. V roce 2015 zde žilo 661 obyvatel.

## Poloha obce
Sousední obce jsou: Bénye, Gomba, Pánd, Pilis a Tápióság.